# Ścieżka dydaktyczno-przyrodnicza na Baranią Górę

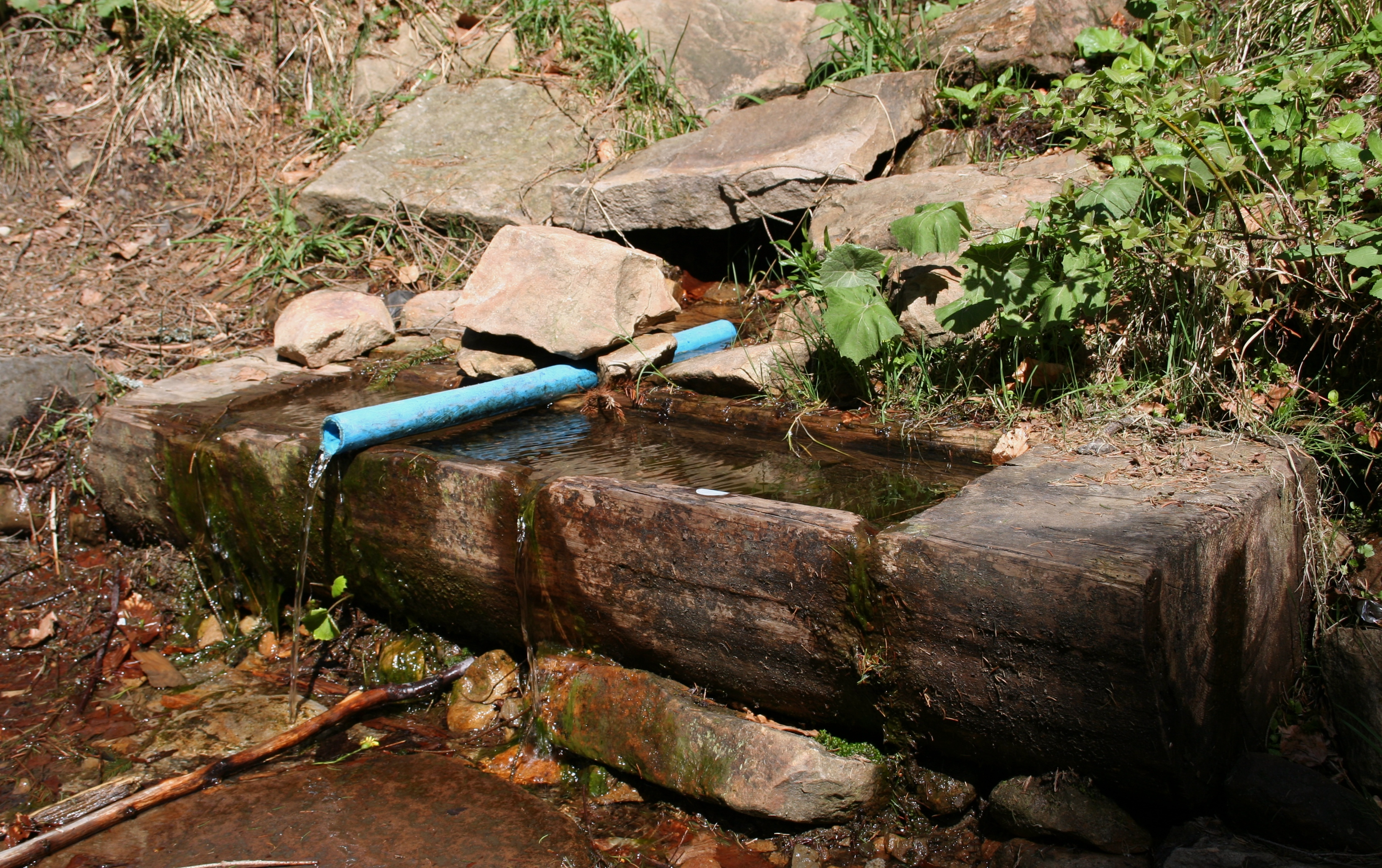
Przystanek 4 „Źródełko” (wysięk)

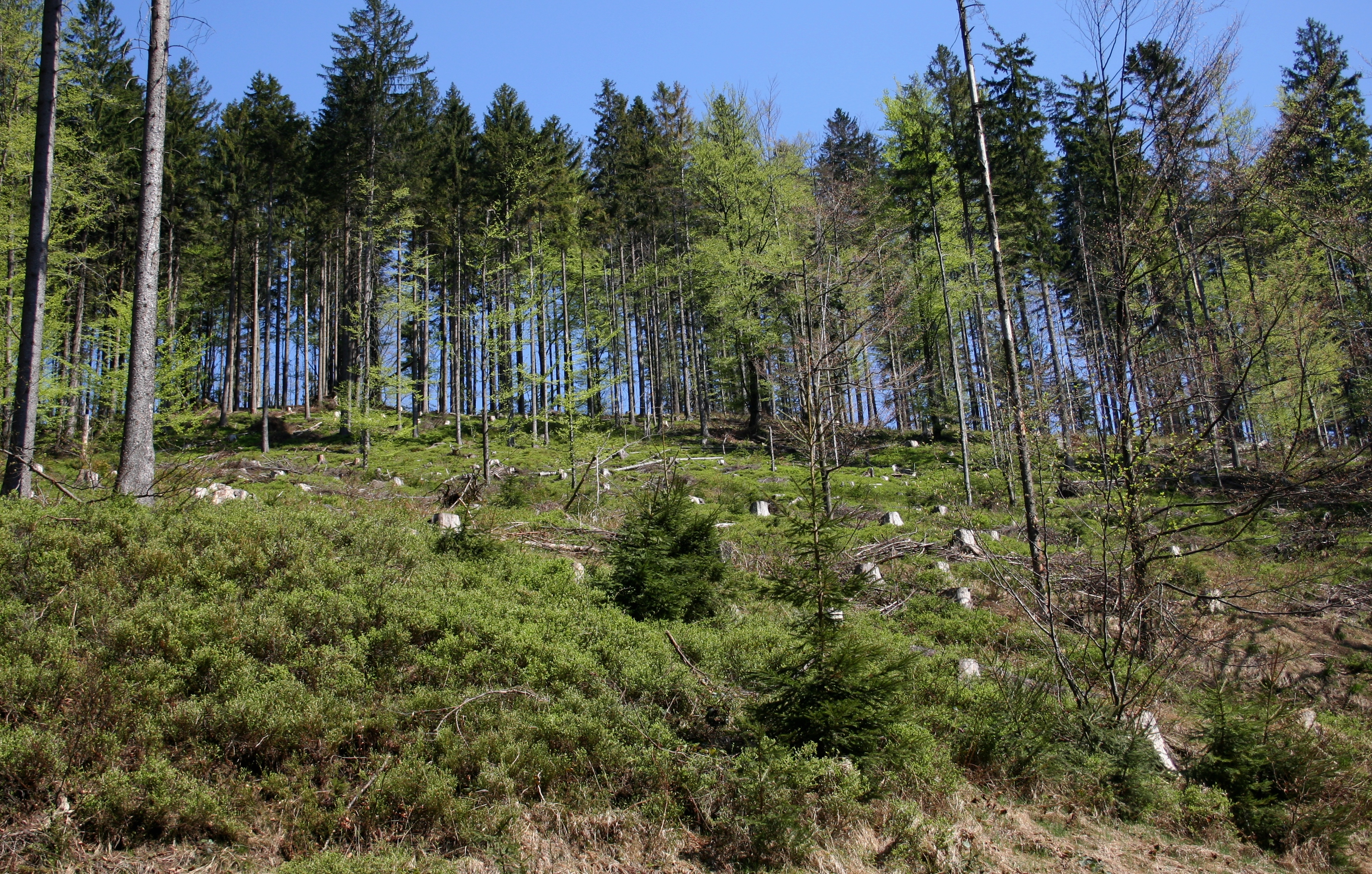
Przystanek 6 „Drzewostan naturalny”

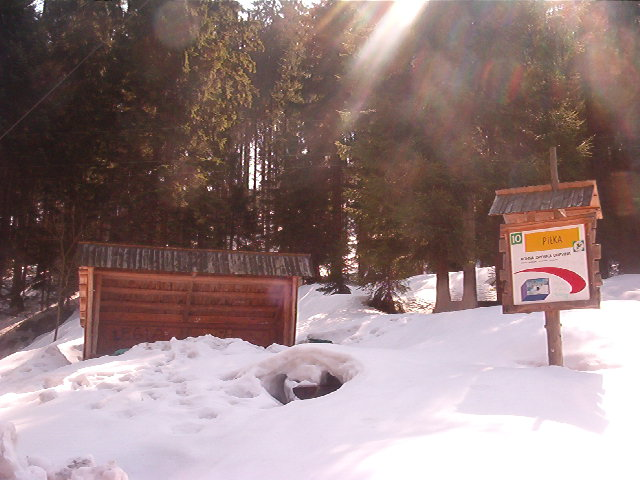
Punkt 10 – Piłka

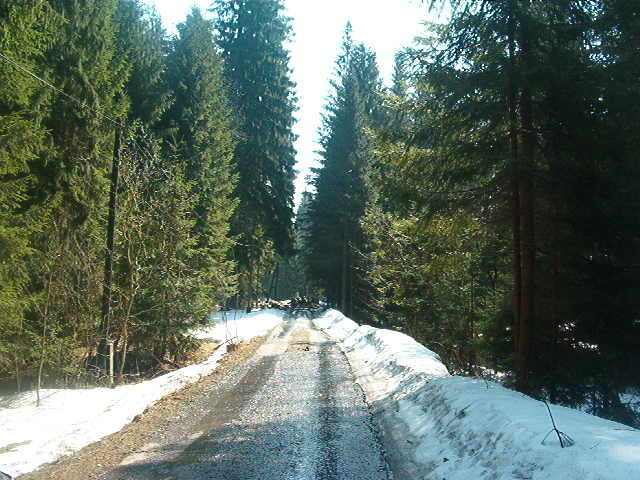
Wzdłuż Czarnej Wisełki

Ścieżka dydaktyczno-przyrodnicza na Baranią Górę – ścieżka edukacyjna w masywie Baraniej Góry w Beskidzie Śląskim. Jej trasa biegnie doliną Czarnej Wisełki na szczyt Baraniej Góry, skąd wraca doliną Białej Wisełki do Wisły Czarnego. Długość ścieżki wynosi ok. 16 km, czas przejścia trasy szacowany jest na 8 godzin (choć wytrawnym piechurom zajmie to mniej czasu). Różnica wzniesień (zarówno w podejściu, jak i w zejściu) wynosi ok. 650 m.
Na trasie ścieżki znajdują się punkty z tablicami informacyjnymi – jest ich 25. Odległość między nimi wynosi najczęściej kilkaset metrów. Prawie cała trasa ścieżki biegnie wzdłuż wspomnianych cieków Białej i Czarnej Wisełki, które są objęte ochroną jako rezerwat przyrody Wisła. Natomiast część najwyższa (mniej więcej powyżej poziomicy 950 m n.p.m.) przebiega przez teren rezerwatu przyrody „Barania Góra”.
Ścieżka rozpoczyna się przy leśniczówce Leśnictwa Czarne w Wiśle Czarne – znajduje się tam uprawa leśna – odnowiona po niszczącym działaniu wiatru na początku lat 90. Przystanek drugi opisuje drzewostan nasienny, natomiast trzeci stanowisko jedlicy – drzewostan liczy tutaj 93 lata i rozciąga się na obszarze 93 ha. Przy punkcie czwartym jest źródełko – naturalny wykap spod warstw skalnych. Bujokowa Kolnia (punkt 5) wzięła nazwę od starej szopy, która kiedyś tam się znajdowała. Ścieżka biegnie przez fragment drzewostanu naturalnego liczącego ok. 150 lat i mija punkt widokowy, dochodząc do kolejnego źródła – Cygonki (punkt 8). Nazwa pochodzi od niewielkiej chaty, w której przed wojną miała mieszkać Cyganka. Przy punkcie znajduje się wiata dla turystów oraz paśnik dla zwierząt. Przy punkcie 9 do Czarnej Wisełki wpada niewielki potok Ciepła (1,25 km; jego woda nie zamarza nawet podczas dużych mrozów), a droga odbija do przysiółka Istebnej – Stecówki. Następny punkt to kolejna wiata dla turystów (w miejscu składowania drewna – Piłka; do Czarnej Wisełki wpada potok – Wolna – 3,25 km).
Na polanie Przysłop, gdzie znajduje się schronisko są dwa punkty ścieżki, 11 – Izba Leśna w starej leśniczówce z 1863 (prezentuje okazy fauny i flory, a jedna z izb stylizowana jest na kancelarię myśliwego) oraz punkt 12 – Muzeum Turystyki – Ośrodek Kultury i Turystyki PTTK „U Źródeł Wisły (niewielki budynek z 1951 – zbiory poświęcone głównie turystyce górskiej w Beskidach). Punkt 13 to sama polana Przysłop – punkt widokowy na Beskid Śląski na granicy lasu. Tu wchodzimy na teren rezerwatu przyrody „Barania Góra”.
Większość trasy z polany na Baranią Górę znajduje się w lesie – Mysia Polana (punkt 14 – miejsce połączenia szlaku turystycznego i nartostrady), Wyrch Wisełka to kolejna wiata (postawiono ją, aby chronić turystów przed burzą). Szczyt Baraniej Góry – punkt 16 – to przede wszystkim wspaniała panorama z wieży widokowej. Na Baraniej Górze biegnie granica pomiędzy Śląskiem a Małopolską (wschodnia część góry).
Druga część ścieżki dydaktycznej rozpoczyna się w drzewostanie świerkowym (Czerwony Usyp, Bór świerkowy z okazami liczącymi ok. 180 lat). Jeszcze starszy jest drzewostan przy punkcie 19 (las pierwotny) – liczy 200 i więcej lat i znajduje się w fazie rozpadu. Od punktu 20 (przed którym opuszczamy granice rezerwatu przyrody „Barania Góra”) trasa ścieżki zaczyna biec wzdłuż Białej Wisełki, przez Trzebież (punkt 21; młody las, mający ok. 70 lat), aż do punktu 22, gdzie znajdują się Kaskady Rodła – jeden z najpiękniejszych naturalnych progów wodnych w Beskidach (jest ich 16). Kolejne punkty to odkrywka skalna, Białka (kiedyś wypalano w tym miejscu węgiel drzewny), oraz ostatnia – skały grzybowe (ciekawe formacje skalne). Ścieżka dydaktyczna kończy bieg przy strażnicy OSP w Wiśle Czarnym.
Od Wisły Czarnego do polany Przysłop ścieżka pokrywa się z  szlakiem turystycznym, między punktem 10 i 11 dołącza  szlak z przełęczy Kubalonka i dociera do schroniska. Od polany Przysłop na szczyt Baraniej Góry prowadzą trzy szlaki (  ), a spod punktu 15 jeszcze szlak  z Kamesznicy. Odcinek ze szczytu wzdłuż Białej Wisełki to szlak .
W Nadleśnictwie Wisła (nieco poniżej zapory Jeziora Czerniańskiego) lub w leśniczówce Leśnictwa Czarne (na początku trasy) można otrzymać drukowany przewodnik po ścieżce (patrz „Bibliografia”).